# Hugo Ibarra
Hugo Benjamín Ibarra (* 1. April 1974 in El Colorado, Formosa) ist ein ehemaliger argentinischer Fußballspieler und -trainer. Als Spieler agierte er in der Abwehr.

## Laufbahn

### Verein
Ibarra begann seine Profikarriere beim Club Atlético Colón, bei dem er bis 1998 unter Vertrag stand.
Mitte 1998 wechselte Ibarra, der auch El Negro genannt wird, zu Argentiniens populärstem Verein Boca Juniors, bei dem er in 3 Etappen insgesamt 9 Spielzeiten verbrachte und zahlreiche Titel errang. So gewann er mit Boca insgesamt sechsmal die argentinische Fußballmeisterschaft, viermal die Copa Libertadores und als besonderes Highlight den Weltpokal 2000 gegen den Rekordsieger des europäischen Meisterpokalwettbewerbs, Real Madrid.
Zwischenzeitlich verbrachte Ibarra noch jeweils eine Saison bei den europäischen Vereinen FC Porto, AS Monaco und Espanyol Barcelona.

### Nationalmannschaft
Für die argentinische Fußballnationalmannschaft kam Ibarra in zwei Etappen insgesamt elfmal zum Einsatz. In seiner ersten Etappe 1999 bestritt er 6 Spiele für die Nationalmannschaft und in seiner zweiten Etappe 2007 kamen weitere 5 Begegnungen hinzu.

### Trainer-Karriere
Im Juli 2022 wurde Ibarra Trainer von Boca Juniors. Bereits im Oktober desselben Jahres gewann sein Team mit der argentinischen Meisterschaft seinen ersten Titel. Dort trat der frühere Nationalspieler am 28. März 2023 zurück.

## Erfolge

### Als Spieler auf nationaler Ebene
- Argentinischer Meister: 1998 (Apertura), 1999 (Clausura), 2000 (Apertura), 2005 (Apertura), 2006 (Clausura), 2008 (Apertura)
- Portugiesischer Supercup: 2001

### Als Spieler auf internationaler Ebene
- Weltpokal: 2000
- Copa Libertadores: 2000, 2001, 2003, 2007
- Copa Sudamericana: 2005
- Recopa Sudamericana: 2005, 2006, 2008

### Als Trainer
- Argentinischer Meister: 2022